# إدوارد جيرالد بيرن
إدوارد جيرالد بيرن هو محامي وسياسي كندي، ولد في 23 يوليو 1912، وتوفي في 14 مايو 2003.